# Campeonato Europeu de Halterofilismo de 1979
O 58º Campeonato Europeu de Halterofilismo foi organizado pela Federação Europeia de Halterofilismo em Varna, na Bulgária entre 19 a 27 de maio de 1979. Foram disputadas 10 categorias com a presença de 140 halterofilistas de 24 nacionalidades.

## Medalhistas
| Evento                       | Ouro                                 | Ouro              | Prata                             | Prata             | Bronze                            | Bronze            |
| Mosca (até 52 kg)            | Mosca (até 52 kg)                    | Mosca (até 52 kg) | Mosca (até 52 kg)                 | Mosca (até 52 kg) | Mosca (até 52 kg)                 | Mosca (até 52 kg) |
| ---------------------------- | ------------------------------------ | ----------------- | --------------------------------- | ----------------- | --------------------------------- | ----------------- |
| Arranque                     | Aleksandr Voronin · União Soviética  | 110,0 kg          | Stefan Leletko · Polónia          | 102,5 kg          | Tadeusz Golik · Polónia           | 100,0 kg          |
| Arremesso                    | Aleksandr Voronin · União Soviética  | 135,0 kg          | Béla Oláh · Hungria               | 132,5 kg          | Stefan Leletko · Polónia          | 130,0 kg          |
| Total                        | Aleksandr Voronin · União Soviética  | 245,0 kg          | Stefan Leletko · Polónia          | 232,5 kg          | Béla Oláh · Hungria               | 232,5 kg          |
| Galo (até 56 kg)             |                                      |                   |                                   |                   |                                   |                   |
| Arranque                     | Tadeusz Dembończyk · Polónia         | 115,0 kg          | Anton Kodzhabashev · Bulgária     | 115,0 kg          | Leszek Skorupa · Polónia          | 110,0 kg          |
| Arremesso                    | Anton Kodzhabashev · Bulgária        | 147,5 kg          | Tadeusz Dembończyk · Polónia      | 145,0 kg          | Imre Stefanovics · Hungria        | 142,5 kg          |
| Total                        | Anton Kodzhabashev · Bulgária        | 262,5 kg          | Tadeusz Dembończyk · Polónia      | 260,0 kg          | Imre Stefanovics · Hungria        | 252,5 kg          |
| Pena (até 60 kg)             |                                      |                   |                                   |                   |                                   |                   |
| Arranque                     | Nikolay Kolesnikov · União Soviética | 127,5 kg          | Georgi Todorov · Bulgária         | 125,0 kg          | Marek Seweryn · Polónia           | 122,5 kg          |
| Arremesso                    | Nikolay Kolesnikov · União Soviética | 165,0 kg          | László Száraz · Hungria           | 152,5 kg          | Marian Grigoras · Roménia         | 150,0 kg          |
| Total                        | Nikolay Kolesnikov · União Soviética | 292,5 kg          | Georgi Todorov · Bulgária         | 272,5 kg          | Marian Grigoras · Roménia         | 270,0 kg          |
| Leve (até 67,5 kg)           |                                      |                   |                                   |                   |                                   |                   |
| Arranque                     | Yanko Rusev · Bulgária               | 145,0 kg          | Joachim Kunz · Alemanha Oriental  | 140,0 kg          | Günter Ambraß · Alemanha Oriental | 13,.5 kg          |
| Arremesso                    | Yanko Rusev · Bulgária               | 177,5 kg          | Günter Ambraß · Alemanha Oriental | 175,0 kg          | Joachim Kunz · Alemanha Oriental  | 175,0 kg          |
| Total                        | Yanko Rusev · Bulgária               | 322,5 kg          | Joachim Kunz · Alemanha Oriental  | 31,.0 kg          | Günter Ambraß · Alemanha Oriental | 312,5 kg          |
| Médio (até 75 kg)            |                                      |                   |                                   |                   |                                   |                   |
| Arranque                     | Yordan Mitkov · Bulgária             | 155,0 kg          | Nedelcho Kolev · Bulgária         | 150,0 kg          | Peter Wenzel · Alemanha Oriental  | 150,0 kg          |
| Arremesso                    | Yordan Mitkov · Bulgária             | 190,0 kg          | Nedelcho Kolev · Bulgária         | 187,5 kg          | Dragomir Cioroslan · Roménia      | 185,0 kg          |
| Total                        | Yordan Mitkov · Bulgária             | 345,0 kg          | Nedelcho Kolev · Bulgária         | 337,5 kg          | Peter Wenzel · Alemanha Oriental  | 332,5 kg          |
| Pesado-ligeiro (até 82,5 kg) |                                      |                   |                                   |                   |                                   |                   |
| Arranque                     | Blagoy Blagoev · Bulgária            | 172,5 kg          | Paweł Rabczewski · Polónia        | 155,0 kg          | András Stark · Hungria            | 150,0 kg          |
| Arremesso                    | Yurik Vardanyan · União Soviética    | 207,5 kg          | Blagoy Blagoev · Bulgária         | 207,5 kg          | Paweł Rabczewski · Polónia        | 197,5 kg          |
| Total                        | Blagoy Blagoev · Bulgária            | 380,0 kg          | Paweł Rabczewski · Polónia        | 352,5 kg          | Dušan Poliačik · Tchecoslováquia  | 340,0 kg          |
| Meio-pesado (até 90 kg)      |                                      |                   |                                   |                   |                                   |                   |
| Arranque                     | Péter Baczakó · Hungria              | 165,0 kg          | Valery Shary · União Soviética    | 165,0 kg          | Ferenc Antalovics · Hungria       | 160,0 kg          |
| Arremesso                    | Rolf Milser · Alemanha Ocidental     | 222,5 kg          | Péter Baczakó · Hungria           | 205,0 kg          | Valery Shary · União Soviética    | 205,0 kg          |
| Total                        | Rolf Milser · Alemanha Ocidental     | 382,5 kg          | Péter Baczakó · Hungria           | 370,0 kg          | Valery Shary · União Soviética    | 370,0 kg          |
| Pesado I (até 100 kg)        |                                      |                   |                                   |                   |                                   |                   |
| Arranque                     | David Rigert · União Soviética       | 180,0 kg          | Pavel Syrchin · União Soviética   | 172,5 kg          | Plamen Asparukhov · Bulgária      | 170,0 kg          |
| Arremesso                    | David Rigert · União Soviética       | 222,5 kg          | Pavel Syrchin · União Soviética   | 220,0 kg          | János Sólyomvári · Hungria        | 205,0 kg          |
| Total                        | David Rigert · União Soviética       | 402,5 kg          | Pavel Syrchin · União Soviética   | 392,5 kg          | Plamen Asparukhov · Bulgária      | 375,0 kg          |
| Pesado II (até 110 kg)       |                                      |                   |                                   |                   |                                   |                   |
| Arranque                     | Pavel Khek · Tchecoslováquia         | 175,0 kg          | Krasimir Drandarov · Bulgária     | 172,5 kg          | Yury Zaitsev · União Soviética    | 172,5 kg          |
| Arremesso                    | Yury Zaitsev · União Soviética       | 227,5 kg          | Krasimir Drandarov · Bulgária     | 217,5 kg          | Peter Käks · Alemanha Oriental    | 215,0 kg          |
| Total                        | Yury Zaitsev · União Soviética       | 400,0 kg          | Krasimir Drandarov · Bulgária     | 390,0 kg          | Peter Käks · Alemanha Oriental    | 385,0 kg          |
| Superpesado (+ 110 kg)       |                                      |                   |                                   |                   |                                   |                   |
| Arranque                     | Sultan Rakhmanov · União Soviética   | 195,0 kg          | Gerd Bonk · Alemanha Oriental     | 185,0 kg          | Rudolf Strejček · Tchecoslováquia | 180,0 kg          |
| Arremesso                    | Jürgen Heuser · Alemanha Oriental    | 242,5 kg          | Gerd Bonk · Alemanha Oriental     | 242,5 kg          | Rudolf Strejček · Tchecoslováquia | 210,0 kg          |
| Total                        | Gerd Bonk · Alemanha Oriental        | 427,5 kg          | Jürgen Heuser · Alemanha Oriental | 422,5 kg          | Rudolf Strejček · Tchecoslováquia | 390,0 kg          |

## Quadro de medalhas
Quadro de medalhas no total combinado
| Ordem | País               | Medalha de ouro | Medalha de prata | Medalha de bronze | Total |
| ----- | ------------------ | --------------- | ---------------- | ----------------- | ----- |
| 1     | Bulgária           | 4               | 3                | 1                 | 8     |
| 2     | União Soviética    | 4               | 1                | 1                 | 6     |
| 3     | Alemanha Oriental  | 1               | 2                | 3                 | 6     |
| 4     | Alemanha Ocidental | 1               | 0                | 0                 | 1     |
| 5     | Polónia            | 0               | 3                | 0                 | 3     |
| 6     | Hungria            | 0               | 1                | 2                 | 3     |
| 7     | Tchecoslováquia    | 0               | 0                | 2                 | 2     |
| 8     | Roménia            | 0               | 0                | 1                 | 1     |
| Total | Total              | 10              | 10               | 10                | 30    |